# Confédération nationale du travail (France)
Pour les articles homonymes, voir Confédération nationale du travail et CNT.
La Confédération nationale du travail (CNT) est une confédération syndicale française de type syndicaliste révolutionnaire et anarcho-syndicaliste.

## Historique

### Origines
À l'origine, la Confédération nationale du travail est une confédération syndicale française créée en décembre 1946 à Paris. Fondée par des militants de la CNT espagnole en exil, des anciens membres de la CGT-SR (SR pour syndicaliste-révolutionnaire), ainsi que des jeunes ayant participé à la Résistance, qui quittent la CGT du fait de la mainmise du PCF sur cette organisation, la CNT prend son nom en référence à son homologue espagnole.
Ayant connu une période de relatif développement après la Seconde Guerre mondiale, la CNT devient un mouvement plus ou moins groupusculaire à partir de l'essor de Force ouvrière, issue de la scission de la CGT. Elle le reste jusque dans les années 1990, où elle connaît un renouveau militant.

### Présentation
La CNT intègre dans ses statuts la charte d'Amiens (1906, CGT), la charte de Lyon (1926, CGT-SR) et la charte de Paris (1946, CNT). Elle se réclame de la CGT des origines, de la CGT-SR et de l'expérience anarcho-syndicaliste de la révolution sociale espagnole de 1936.
La CNT est ouverte à tous les travailleurs sur un mode d'organisation qui correspond au fédéralisme libertaire (autogestion, démocratie directe, autonomie et souveraineté des syndicats). Son mode de fonctionnement la rapproche des libertaires et par certains aspects de son projet du communisme libertaire. Toutefois, la CNT rappelle qu'elle n'est pas une organisation « anarchiste », mais un syndicat désireux de réunir l'ensemble des travailleurs, ouvert à tous (à l'exception des employeurs et des forces répressives de l'État, considérés comme des ennemis des travailleurs). Sa position est de refuser toute étiquette idéologique spécifique, sinon celle de l'anarcho-syndicalisme et du syndicalisme révolutionnaire,,.

### Les scissions
La première scission, qui a lieu en 1977 pour des motifs liés à l'évolution de la situation politique en Espagne (mort de Franco, transition démocratique, etc.), est dite « 2e UR » ou « de la tour d'Auvergne » (du nom de la rue où se situe la librairie), et concerne essentiellement l'union régionale parisienne. La CNT 2e UR a rejoint la CNT-AIT issue de la seconde scission en 2006. Mais ce rapprochement ne dure pas : les anciens de « la tour d'Auvergne » et ceux du SIPN (Syndicat Interpro Paris Nord, CNT AIT) ne parviennent pas à trouver une pratique commune. Finalement les deux groupes se séparent. La CNT 2e UR ne se reconstitue pas et la plupart de ses anciens membres cessent le militantisme, en tout cas le militantisme anarcho-syndicaliste.
La seconde scission intervient en 1993. Elle est fondée sur des différences de positions au sein de l'organisation : une tendance est attachée au principe de non-participation aux élections professionnelles et affirme son antipolitisme, c’est-à-dire le refus de collaborer ou même de cosigner des tracts avec des organisations politiques, considérées comme ennemies des travailleurs au même titre que les autres défenseurs du capitalisme que sont l'État ou les Églises ; l'autre tendance ne conçoit pas cette position de non-participation aux élections professionnelles comme absolue, notamment dans les entreprises où la lutte est difficile et pourrait être vouée à l'échec sans l'acquisition d'un statut légal protégeant la section syndicale. Par ailleurs, elle s'autorise à affronter les arguments des organisations politiques sur le terrain de la lutte sociale en participant aux intersyndicales.
Le congrès de l'AIT, réuni à Madrid en 1996, va exclure la seconde tendance, la majorité des sections représentées jugeant que sa position constitue un manquement aux principes anarcho-syndicalistes qui régissent l'association. Cependant, la section exclue de l'AIT considère que ce vote est non démocratique (faible nombre de sections participant au vote, différence de voix trop faible). Le congrès de Madrid adopte une résolution appelant les anarcho-syndicalistes en France à rejoindre le bureau confédéral du Mans (qui deviendra la CNT-AIT). Ceux qui refusent, essentiellement les syndicalistes révolutionnaires et les membres d'organisations politiques anarchistes (Fédération anarchiste, comme le directeur de publication du journal de la CNT-F), restent au sein du bureau confédéral de la rue des Vignoles, qui va devenir la CNT-F.
La troisième scission intervient en novembre 2012, lors du congrès confédéral de Metz. Elle naît d'un désaccord de longue date sur la question des permanents et de divergences sur la stratégie syndicale. Les problématiques autour des permanents (question de fond) ne sont pas bien vécues par les militants de la CNT qui ne comprennent pas pourquoi une motion d'orientation n'est pas proposée pour venir débattre de la volonté d'en avoir. Au lieu de ça, à plusieurs reprises le pourrissement de la CNT a lieu. Malgré tout la question des permanents sera abordée lors du congrès, les syndicats à leur majorité ont voté contre le fait que la CNT y ait recours tout en les utilisant. Le Syndicat du nettoyage de la région parisienne, qui avait déjà quitté quelques mois plus tôt la CNT, est suivi par d'autres syndicats à Paris et dans les régions. Se constitue alors une autre confédération, la Confédération Nationale des Travailleurs-Solidarité ouvrière (CNT-SO).

### Aujourd'hui

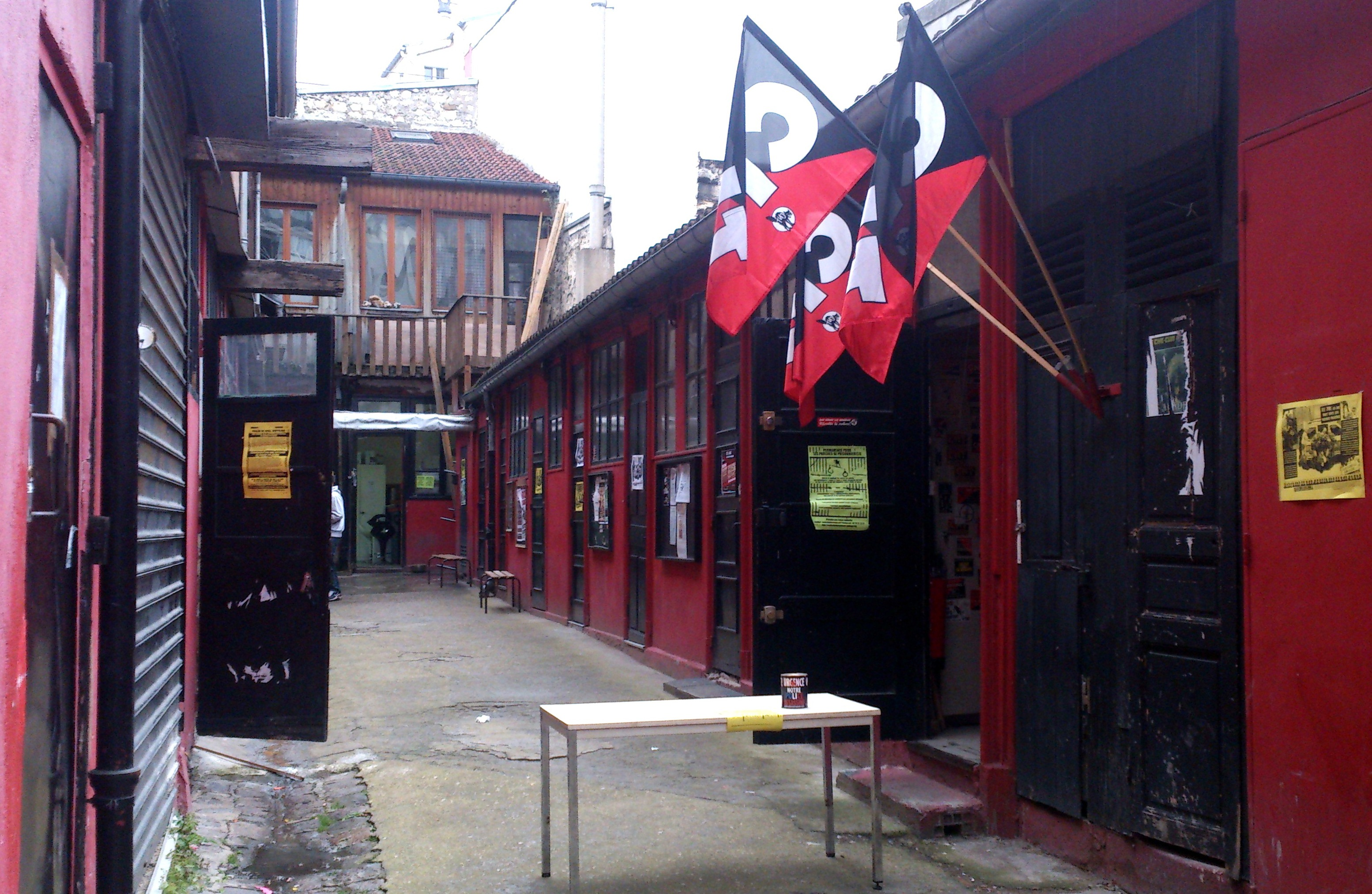
Siège de la rue des Vignoles, à Paris 20e.

En 2021, on compterait entre 1500 et 2000 adhérents [réf. souhaitée] répartis sur tout le territoire de France métropolitaine. La CNT-F refuse de s'implanter dans les DOM-TOM et en Corse mais entretient des liens avec les syndicats locaux comme le Syndicat des travailleurs corses ou l'Union syndicale des travailleurs kanaks et des exploités.
Après une période de relations tendues à la suite des scissions, les relations se sont normalisées avec la CNT-AIT et la CNT-SO.
Au niveau international, la CNT-F avait le statut d'observateur lors du congrès de fondation la Confédération internationale du travail et elle participe à la Coordination Red & Black.

## La CNT

### Organisation
Comme la plupart des autres confédérations syndicales, la CNT s'organise sur deux plans : un plan professionnel et un plan géographique.

#### Niveau professionnel
La CNT essaie de développer des syndicats de branche d'industrie et des sections syndicales d'entreprise, qu'elle considère plus proches des réalités des travailleurs dans les entreprises. Les syndicats sont organisés par départements ou régions. Ils ne peuvent pas couvrir une zone géographique plus importante pour éviter de couper les relations interprofessionnelles locales entre travailleurs, base de la solidarité entre syndiqués. L'ensemble des syndicats d'une même branche d'industrie s'organisent en fédération d'industrie (cf. chapitre sur les fédérations CNT).

#### Niveau géographique
Cette action interprofessionnelle se fait au sein des unions locales, départementales ou régionales, qui regroupent l'ensemble des syndicats CNT d'une même zone géographique. Cela se traduit par des actions de solidarité, de soutien à des mouvements de grève, ou sur des thèmes transversaux tels que l'antisexisme ou l'environnement, à l'image des anciennes bourses du travail de la fin du XIXe siècle.

#### Local parisien
Situé au 33 rue des Vignoles dans le 20e arrondissement de Paris, à proximité de l'allée Neus-Català et du boulevard de Charonne, l'immeuble historique du siège de la CNT parisienne a été racheté à l’ancienne propriétaire privée par la mairie de Paris en 1994. Les bâtiments seront rénovés et agrandis et un espace conséquent sera occupé par l'Association du 24 aout 1944.

### Adhérents et militants
Contrairement à toutes les autres organisations syndicales, la CNT, selon les principes de l'autogestion, refuse les permanents syndicaux, c'est-à-dire des salariés détachés par leur entreprise et rémunérés par cette dernière pour faire du syndicalisme.
Concernant le nombre d'adhérents, la CNT a connu depuis la scission de 1993 un certain développement ; toutefois, au regard des effectifs des autres organisations syndicales, elle reste une petite organisation. Le nombre de ses adhérents est difficile à connaître et varie selon les sources. En octobre 2010, en plein mouvement de contestation contre la Réforme des retraites, la CNT-F revendique 5 000 adhérents. Toutefois des auteurs estiment que le nombre pourrait être de 1 500 à 2 000 membres à l'aube des années 2020. [réf. souhaitée] ,.

### Représentativité
Depuis l'adoption de la loi no 2008-789 du 20 août 2008, consacrée en partie à la représentativité syndicale dans le secteur privé, tous les syndicats du secteur privé (y compris ceux qui ne sont pas représentatifs sur le plan national ou dans la branche d'industrie concernée) peuvent déclarer une section syndicale et désigner un représentant de cette section. Cela a des conséquences non négligeables pour la CNT.
La loi du 20 août 2008 exige, parmi les règles de représentativité d'un syndicat, qu'il respecte les « valeurs républicaines ». La Cour de cassation, saisie par une entreprise et par le syndicat FO d'une contestation quant à la représentativité de la CNT à cause de ses statuts qui prônent l'abolition de l'État, a répondu que « la preuve n'était pas rapportée que le syndicat CNT, en dépit des mentions figurant dans les statuts datant de 1946, poursuive dans son action un objectif illicite, contraire aux valeurs républicaines ».

### Lutte

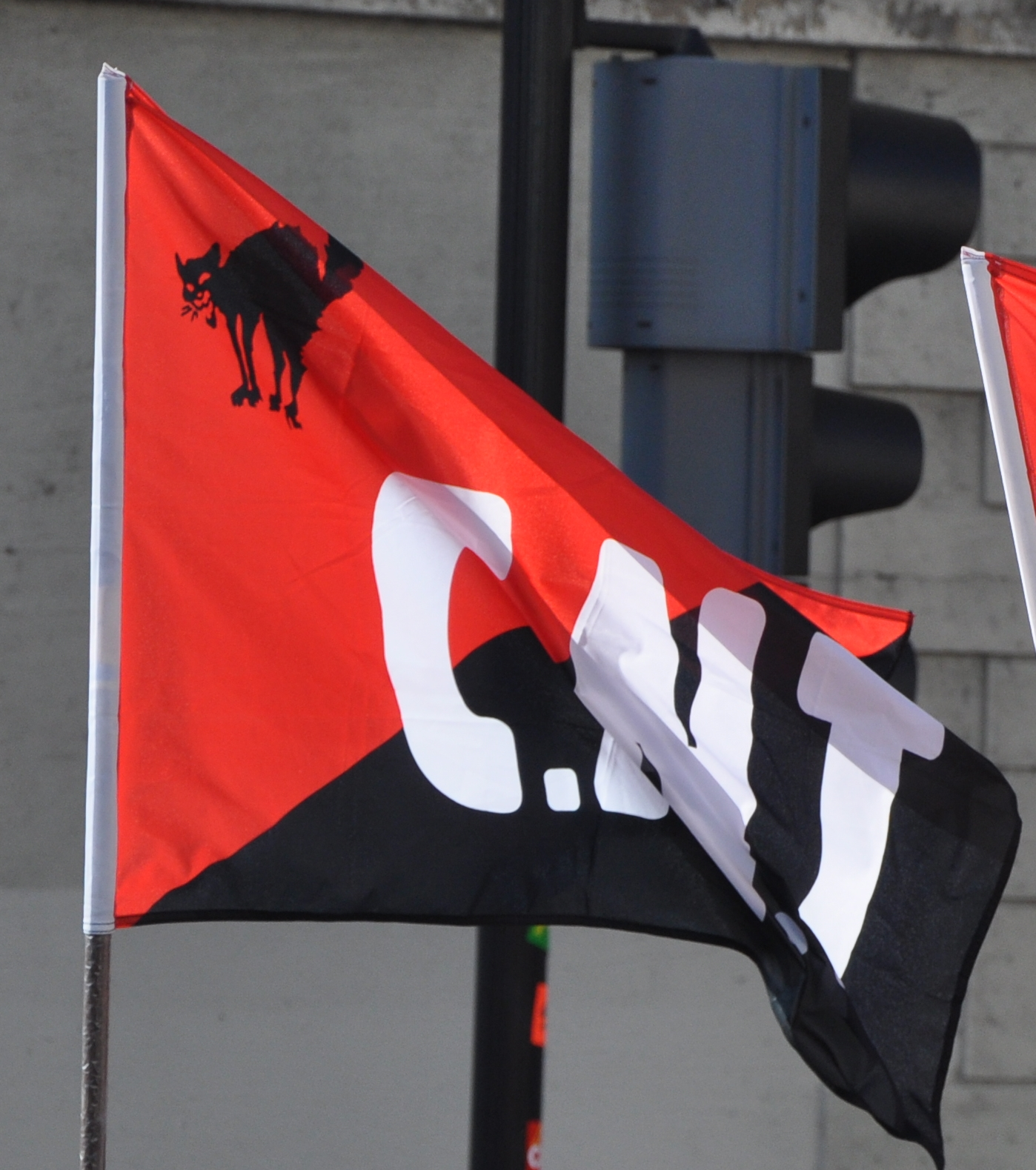

Assez paradoxalement, la CNT est capable de fédérer dans les manifestations les différentes composantes du mouvement libertaire, bien qu'elle rappelle régulièrement ne pas être une organisation anarchiste. C'est le cas notamment lors des grands défilés unitaires, comme le traditionnel défilé du 1er mai auquel elle participe depuis 1995, où elle conduit le cortège rouge et noir de la place des Fêtes jusqu'à la place de la République, puis s'insère dans la manifestation unitaire, en tant que confédération syndicale, derrière les grandes centrales (CGT, SUD, etc.).

### Questions politiques
Par sa structure de syndicat révolutionnaire, la CNT se préoccupe aussi bien des problèmes liés au travail et au salariat, que des questions politiques au niveau des luttes : sociales, environnementales, égalité hommes/femmes, migrants, LGBTQI…
Elle est présente concrètement dans nombre de combats qui ont lieu un peu partout en Europe et dans le monde en travaillant aussi bien avec Boycott, désinvestissement et sanctions, qu'avec la Marche des Sans Papiers, par exemple.

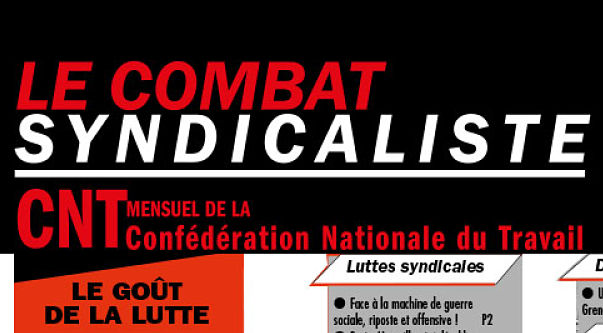
Manchette du périodique Le Combat syndicaliste (novembre 2017).

Pour mieux connaître les positions et les réflexions des syndicats ou des militants de la CNT, il faut se reporter aux différentes publications comme Le Combat syndicaliste (mensuel des syndicats CNT), Les Temps maudits (revue théorique de la CNT) ou encore les éditions de la CNT qui publient régulièrement des livres.
En plus du travail purement syndical, la CNT développe dans ses locaux différentes activités culturelles (concerts, débat, salon du livre, etc.). Elle agit également en vue de maintenir l'histoire du mouvement ouvrier (plaque commémorative en 2003 à Vigneux en souvenir de la grève de Draveil-Villeneuve-Saint-Georges de 1908, etc.).
Le syndicat du bâtiment (SUB) distribue chaque semaine des paniers solidaires aux travailleurs et travailleuses précarisés du BTP[réf. nécessaire], via l'association SUB'stancielle, et publie une feuille d'information sur l'aide alimentaire.

### Les fédérations de la CNT

- La Fédération des travailleurs de l’éducation[14] syndique l'ensemble du personnel de l'éducation au sein des Syndicats CNT-FTE : enseignants, personnels technique et administratif ainsi que les étudiants, les chercheurs et les salariés de l'université dans la section supérieur-recherche. La fédération publie la revue trimestrielle La Mauvaise Herbe[15] ainsi qu'un bulletin d'actualité Classes en Lutte.
- La Fédération de la communication, de la culture et du spectacle (CNT-CCS) dont les syndicats CNT-CCS sont aussi bien présents, au travers de leurs sections, dans certains groupes de presse, dans des établissements publics (INRAP...) ou chez les intermittents du spectacle.
- La Fédération des travailleuses et travailleurs de la terre et de l’environnement, qui regroupe, entre autres, de petits paysans dont certains sont à l'origine de coopératives de production/distribution (par ex. Coopéquita à Bordeaux). La fédération publie le bulletin Le Vent se lève[16].
- La fédération CNT-PTT[17], dont les militants sont surtout présents à La Poste mais également à Geopost.
- La Fédération santé-social qui publie le bulletin La Sociale.
- La Fédération des Travailleuses et Travailleurs Territoriaux[18] créée en 2018 en congrès extraordinaire à Lille. Son objectif est « de développer l’implantation des références anarcho-syndicalistes et syndicalistes révolutionnaires de la CNT dans le secteur public ».
- La Fédération du bâtiment et des travaux publics (SUB-CNT, Syndicat unifié du bâtiment), qui publie le bulletin Le Réveil du bâtiment. Des sections sont présentes dans l'équipement.
- La Fédération Travail Emploi et Formation Professionnelle (CNT-TEFP)[19] composée de syndicats présents au Ministère du travail et en particulier à l'inspection du travail.